# ماريانا سانتوس
ماريانا سانتوس دي سوزا (بالبرتغالية: Mariana Santos‏) (ريو دي جانيرو، 10 أغسطس 1976) هي ممثلة برازيلية. اشتهرت بأدوارها في قناة غلوبو الفكاهية والمشاركة في برنامج الحب والجنس، لعبت دور شخصية ماريا بيا في مسلسل فرصة حب.

## سيرة
بدأ ظهورها التلفزيوني لأول مرة في عام 2005 في برنامج فكاهة صغير على قناة برازيل. في نفس العام شاركت في مسلسل برتغالي يوميات صوفيا. في عام 2006 انضمت إلى طاقم الممثلين في مسرحية اجمالي دوللي حيث أصبحت معروفة في عام 2012 لأول مرة في برنامج الحب والجنس. من بين عروضها في المسرح أوبرا باسم ماليبرانس الكريول الموسيقية من إخراج ستيلا ميراندا. في العرض الكوميدي داري في عام 2017 غادرت ماريانا طاقم الممثلين سرا لتلعب دور ماريا بيا في مسلسل فرصة حب.

## الحياة الشخصية
هي ابنة لويس فرناندو وأخت فرناندا جونغر وراكيل دي سوزا. تخرجت من بيداغوجيا في عام 1999. في عام 2010 بدأت مواعدة الممثل كاميلو بورخيس وانتهت العلاقة في عام 2012. بدأت علاقة مع المنتج رودريجو فيلوني في عام 2013 وتزوجته في عام 2016.

## روابط خارجية
- ماريانا سانتوس على موقع IMDb (الإنجليزية)
- ماريانا سانتوس على موقع قاعدة بيانات الفيلم (الإنجليزية)